# Macradenia loxoglottis
Macradenia loxoglottis är en orkidéart som beskrevs av Wilhelm Olbers Focke och Heinrich Gustav Reichenbach. Macradenia loxoglottis ingår i släktet Macradenia och familjen orkidéer. Inga underarter finns listade i Catalogue of Life.